# グライフスヴァルト大学
グライフスヴァルト大学（ドイツ語: Universität Greifswald、英語: University of Greifswald）は、メクレンブルク＝フォアポンメルン州 グライフスヴァルトに本部を置くドイツの公立大学である。1456年に設置された。

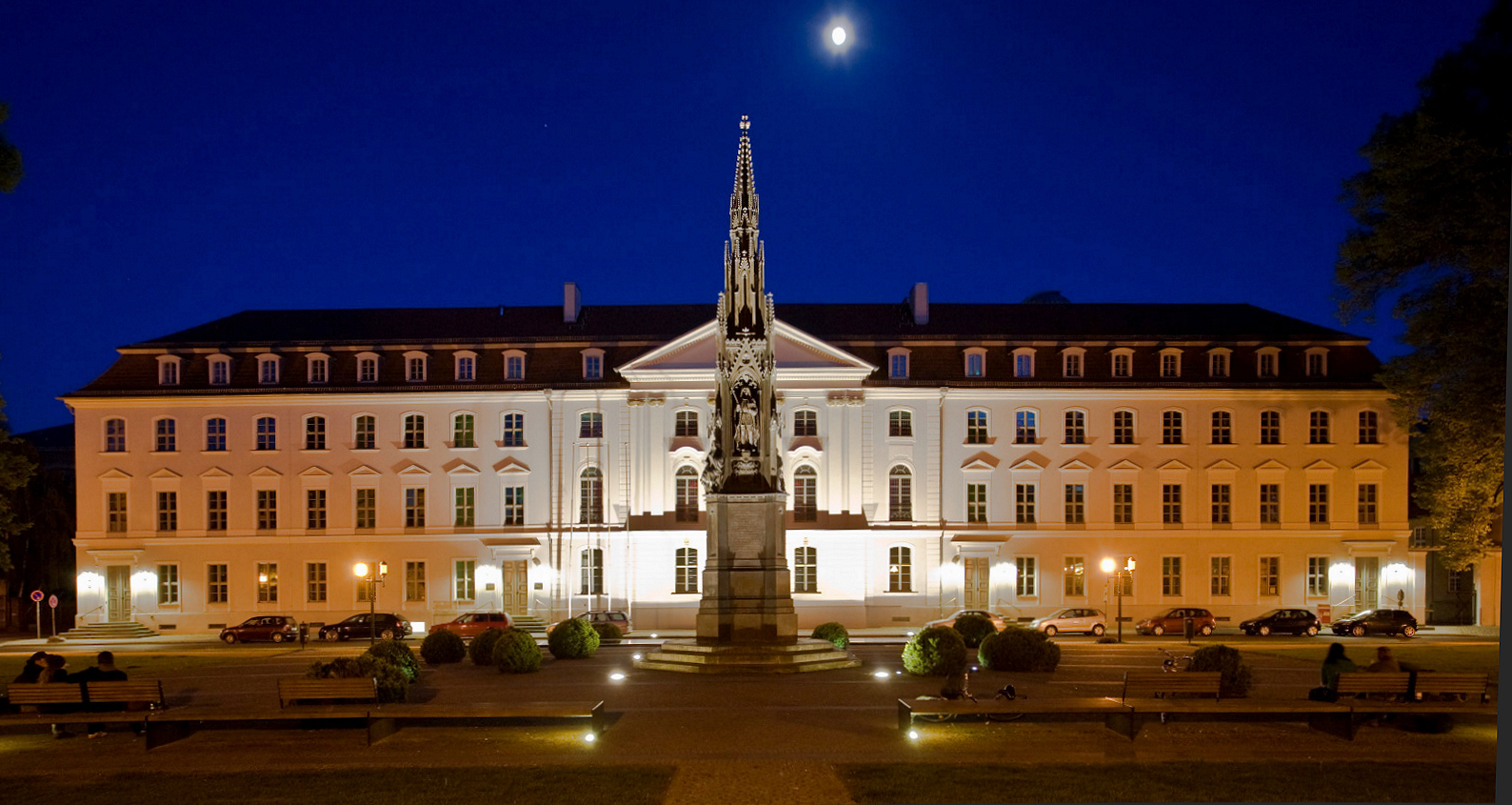
グライフスヴァルト大学の本館

## 組織
ヨーロッパ大陸の多くの大学同様、グライフスヴァルト大学は学部に分かれている。学部の下に学科及び教授職が設置されている。

### 学部
以下、5つの学部に分かれている。
- 哲学部 (人文学一般を含む)
- 法学・経済学部
- 神学部 (プロテスタント)
- 数学・理学部
- 医学部